# کارل لاخمان
کارل لاخمان (انگلیسی: Karl Lachmann؛ ۴ مارس ۱۷۹۳ – ۱۳ مارس ۱۸۵۱) یک زبان‌شناس اهل آلمان بود.او توانست شیوه جدیدی در تصحیح متون ابداع کند.او نقد متون را به صورتی درآورد که اساس علمی یافت و این اساس درجه‌ ای از قوت و اعتبار را پیدا کرد که امکان تحقیقات لغوی و تاریخی بر روی آن را فراهم آورد این روش را لاخمان ابتدا در تصحیح دقیقی که از متن عهد جدید در سال ۱۸۴۲ میلادی منتشر کرد بکار بست و سپس در چاپی که در سال ۱۸۵۰، از آثار لوکرسیوس انجام داد، آن روش را کامل تر نمود.